# Associação Atlética Portuguesa (RJ)
|  | No s'ha de confondre amb Associação Portuguesa de Desportos o Associação Atlética Portuguesa (Santos). |

L'Associação Atlética Portuguesa, coneguda com a AA Portuguesa (RJ), és un club de futbol brasiler de la ciutat de Rio de Janeiro.
El club va ser fundat el 17 de desembre de 1924, agafant el nom del club Portuguesa Santista.

## Palmarès
- Campionat carioca de segona divisió:
  - 1996, 2000, 2003

- Copa Rio:
  - 2000